# Aharon Lichtenstein
Aharon Lichtenstein (Paris, 24 de maio de 1933 — Alon Shvut, 20 de abril de 2015) foi um rabino ortodoxo francês do sionismo religioso que passou seus últimos anos de vida em Israel. Exerceu o cargo de Rabino Chefe da Yeshivat Har Etzion, situada em Alon Shvut na área de Gush Etzion.

## Biografia
O Rabino Lichtenstein nasceu em Paris, França, porém cresceu nos Estados Unidos. Lá ele estudou na yeshivá Rabbi Chaim Berlin, que tinha o Rabino Yitzchok Huter como rabino chefe. 
Sua formação rabínica foi adquirida na Yeshiva University sob supervisão e orientação do Rabino Yossef Dov Halevi Soloveitchik, e seu bacharelado e doutorado em Literatura Inglesa foi cursado em paralelo aos estudos religiosos no mesmo estabelecimento em sociedade com a Universidade Harvard.
Em 1960 ele casou-se com a filha de seu rabino, Tovah Soloveitchik, e teve seis filhos que cresceram e se educaram em Israel.
Em 1971 foi chamado pelo rabino Yehuda Amital para assumir o cargo de rabino chefe da Yeshivat Har Etzion no assentamento de Alon Shvut, localizado na área de Gush Etzion em Israel.
O Rabino Lichtenstein manteve o contato com a Yeshiva University e com seus rabinos desde sua Aliá até hoje, e inspirado nela fundou um instituto de formação de professores, guias turísticos e educadores ao lado da Yeshivat Har Etzion, chamado de Michlelet Hertzog, na qual exerceu a função de reitor.
Ele teve envolvimento em várias instituições e iniciativas ligadas ao público sionista religioso em Israel e nos EUA. Ele é fonte de inspiração na liderança judaica ortodoxa.

## Obras
- By His Light: Character and Values in the Service of God, baseado nas aulas do Rabino Lichtenstein e adaptado por Reuven Ziegler ISBN 0881257966
- Leaves of Faith (vol. 1): The World of Jewish Learning
- Leaves of Faith (vol. 2): The World of Jewish Living

Baseado nas aulas de Talmud do Rabino Lichtenstein na Yeshivat Har Etzion, seus alunos publicaram Shiurei Harav Aharon Lichtenstein sobre as partes Tahorot e Zevahim da Mishna, o oitavo capítulo do tratado de Baba Metzia, o terceiro capítulo do tratado de Baba Batra, o panfleto de Ramban sobre Dinah DiGarmi, o primeiro capítulo do tratado de Pesahim e algumas partes do tratado de Gittin.